# Guillaume Long (homme politique)
Cet article concerne l'homme politique équatorien. Pour l'auteur de bandes dessinées, voir Guillaume Long. Pour les autres significations, voir Long.
Guillaume Jean-Sébastien Long, né le 22 février 1977 à Créteil, est un homme politique et universitaire équatorien d'origine franco-britannique.
Il sert en tant que ministre des Affaires étrangères, ministre de la Culture et du Patrimoine et ministre des Connaissances et du Talent humain dans le gouvernement de Rafael Correa. Il est nommé représentant permanent de l'Équateur auprès des Nations unies à Genève jusqu’à sa démission en janvier 2018.

## Biographie
Guillaume Long est né à Créteil, France, d'une mère française et d’un père britannique. Il réalise ses études à l'université de Londres, où il obtient un doctorat de l'Institut pour l'étude des Amériques, une maîtrise en science politique et un bachelor en histoire de l'École des études orientales et africaines. Il fait un long voyage en Amérique latine à l'âge de 18 ans et passe quelque temps en Amérique centrale avant d'arriver en Équateur en 1996,.

### Dans la Révolution citoyenne
Au début du gouvernement de la Révolution citoyenne (2007-2017) dirigé par le président Rafael Correa, Long est professeur d'histoire et de relations internationales dans différentes universités équatoriennes, dont la Facultad Latinoamericana de Ciencias Sociales (FLACSO). Il rejoint le gouvernement de Rafael Correa en s’incorporant au ministère de la planification et du développement (SENPLADES) en tant que conseiller du ministre René Ramírez Gallegos.
Le 11 août 2011, Correa désigne Long membre du Conseil d'évaluation, d'accréditation et d'assurance qualité dans l'enseignement supérieur (CEAACES) et il est élu président du conseil par ses membres. À la tête de cette nouvelle institution, Long est responsable de l'atterrissage des grandes directives du Mandat 14 de la Constitution de 2008 et la Loi sur l’enseignement supérieur (2010), c’est-à-dire, veiller sur la qualité de l'enseignement supérieur en Équateur. La loi établit que le CEAACES doit épurer le système universitaire et fermer les universités qui ne garantissent pas la qualité minimum requise pour des établissements d'enseignement supérieur, un phénomène que Long dénomme « la fraude universitaire ». Le 12 avril 2012, Long annonce au pays la fermeture définitive de 14 universités qui n’ont pas passé l'évaluation du CEAACES. Cette fermeture engage un processus de relocation volontaire de près de 10 % de la population étudiante vers le reste des universités du pays,.
Le 6 mai 2013, Long est nommé ministre coordinateur des Connaissances et du Talent humain. Son rôle est de superviser et soutenir les activités du ministère de l'Éducation, le Ministère de l'Enseignement supérieur, la science et la technologie, le ministère de la Culture et du Patrimoine, et un nombre important d’instituts publics de recherche entre autres institutions. Depuis ce ministère, Long est le promoteur de la création de quatre universités d’excellence : Ikiam, situé dans la jungle amazonienne qui se spécialise en sciences de la vie ; Yachay, une université de sciences et technologie qui s’articule avec un parc scientifique qui cherche à devenir une « ville des connaissances » ; Unae, pour la formation des enseignants du système éducatif ; Uniartes, une université des arts située au cœur du centre-ville de Guayaquil,.
Le 25 mars 2015, Long est nommé ministre de la Culture et du Patrimoine. Il consacre ses efforts à l'adoption d'une nouvelle loi sur la culture, comme d'ailleurs l’ordonne, mais sans succès, la Constitution de 2008, et à moderniser les structures sclérosées de la culture dans le pays,,.

### Activisme politique
Long est un membre du mouvement politique Alianza País (AP). Entre mars 2014 et mars 2016, Long est président du Comité des Relations Internationales de AP. Il organise deux grands rassemblements appelées ELAP (Encuentro Progresista Latinoamericano) en 2014 et 2015, qui réunissent des dizaines de partis politiques, de dirigeants et d’intellectuels du progressisme latino-américain et mondial. De manière symbolique, les ELAP se tiennent les 30 septembre, anniversaire de la tentative d'enlèvement et de coup d’État échoués contre le président Correa en 2010,[réf. non conforme].

### À la tête du ministère des Affaires étrangères
Le 3 mars 2016, Long est nommé chancelier respectivement ministre des Affaires étrangères et de la mobilité humaine de la république de l'Équateur. Son mandat à la tête de la diplomatie équatorienne est vite marqué par le tremblement de terre du 16 avril 2016 et la nécessité de canaliser l'aide internationale[réf. non conforme],[réf. non conforme],[réf. non conforme].
Son mandat est aussi marqué par la crise de l'UNASUR et de la CELAC, et les divisions et tensions qui ont émergé dans la région, en particulier sur la question du Venezuela. Long défend la nécessité de poursuivre le dialogue entre le gouvernement vénézuélien et l'opposition, et s’oppose aux voix qui prônent notamment l’ingérence, dont celle du Secrétaire général de l'OEA, Luis Almagro, qui demande l'application de la Charte démocratique de l'OEA. Long exige à plusieurs reprises à Almagro qu’il n’outrepasse pas le mandat qui lui a été donné par les États membres de l’organisation, y compris lors de la 45e session de l'Assemblée générale de l'OEA à Saint-Domingue en juin 2016[réf. non conforme],[réf. non conforme].
Long déploie aussi d’importants efforts pour faciliter le début des pourparlers de paix entre le gouvernement colombien et la guérilla de l'Armée de libération nationale (ELN), qui ont finalement lieu à Quito. Il s’investit dans les accords qui aboutissent à la mise en place en février 2017 d’une table de négociation. Cela passe par des mesures humanitaires, notamment la libération de personnes qui ont été enlevées par l'ELN et de guérilleros emprisonnés, auxquelles les deux parties s’engagent finalement[réf. non conforme].
Long propose, et conduit ensuite avec son homologue colombienne María Ángela Holguín, un consensus entre neuf pays d'Amérique latine (Pérou, Équateur, Colombie, Panama, Costa Rica, Nicaragua, El Salvador, Guatemala et Mexique), pour exiger au Secrétaire d’État John Kerry que les États-Unis abandonnent la politique de « pieds secs, pieds mouillés » envers les migrants cubains. Ces neuf pays, qui se trouvent sur la route des migrants cubains pour se rendre aux États-Unis, se plaignent que la politique de ce pays encourage une migration à haut risque, mette en danger la sécurité et l'intégrité physique de ces migrants, et déstabilise les pays de passage[réf. non conforme],[réf. non conforme],[réf. non conforme]. Quelques mois plus tard, le Président Obama déroge la politique « pieds secs, pieds mouillés ». Un nombre important de facteurs jouent un rôle dans cette décision, dont le rapprochement entre les États-Unis et Cuba à partir de décembre 2014, mais aussi le mécontentement latino-américain exprimé par ces neuf pays[réf. non conforme].
Au cours du mandat de Guillaume Long, et pour la première fois de son histoire, l'Équateur est élu à la présidence du Groupe des 77 (G77)[réf. non conforme]. Long profite du contexte du scandale des Panama Papers et du référendum que convoque Correa pour interdire que les fonctionnaires équatoriens aient des actifs dans des paradis fiscaux, pour faire du combat contre l'évasion fiscale un des piliers de la politique extérieure de l'Équateur. La lutte contre les paradis fiscaux, dans le cadre des revendications autour du droit au développement, est une constante dans presque toutes les interventions de Long dans les espaces multilatéraux, que ce soit à la présidence du G77 à l’ONU, à l’OEA, ou dans les différentes organisations internationales auxquelles l’Équateur appartient[réf. non conforme],[réf. non conforme].
Les 17 et 18 novembre 2016, le président chinois Xi Jinping visite l'Équateur. C’est la première visite d'État d'un président de la république populaire de Chine à ce pays sud-américain. L’Équateur prépare méticuleusement la visite qui devient un affichage de l’importante coopération économique entre les deux pays et de l'investissement et financement chinois d’une partie importante des grands travaux du gouvernement de Correa. Long parle d’une visite « historique »[réf. non conforme],[réf. non conforme],[réf. non conforme].
Pendant que Long est ministre des Affaires étrangères, le cas de Julian Assange regagne de l’importance et de la visibilité internationale. En décembre 2016, Assange est finalement interrogé par les procureurs équatoriens et suédois à l'ambassade équatorienne à Londres. En mai 2017, la procureure générale suédoise Marianne Ny (sv) annonce qu'elle n'engage pas de poursuite contre Assange[réf. non conforme],[réf. non conforme]. Ceci est salué comme un triomphe pour Assange mais aussi pour l’Équateur qui voit renforcée sa position sur l'asile politique octroyé à Assange. Long a joué un rôle international actif pour obtenir un dénouement à l'affaire Assange. Il a écrit une lettre à son homologue suédoise, dans laquelle il soutient que le fait que la procureure suédoise ait fait trainer le cas contre Assange pendant des années constitue un vice de procédure grave qui atteint contre les droits de l’homme d’Assange[réf. non conforme],[réf. non conforme],[réf. non conforme],[réf. non conforme]. En novembre 2016, lors des élections aux États-Unis, l’Équateur décide de restreindre temporairement l'accès à Internet d’Assange au sein de l’ambassade. Long ne se prononce pas mais le Ministère fait savoir que l'Équateur ne permet pas d’ingérence dans les affaires souveraines d’autres États, et surtout pas aux moments d’élections, tout en stipulant que cette mesure ne garde aucune relation avec l'asile politique et la décision du gouvernement équatorien de préserver l'intégrité et les droits fondamentaux de Julian Assange[réf. non conforme],[réf. non conforme].
Long est aussi chargé des négociations au sein de l'OPEP et il représente l'Équateur à la réunion d’Alger de septembre 2016, de Vienne de novembre 2016, et la réunion des pays OPEP-non OPEP de Vienne du 10 décembre 2016 qui donne finalement lieu à une réduction de la production mondiale de près de 1,8 million de barils par jour[réf. non conforme],[réf. non conforme],[réf. non conforme],[réf. non conforme].
Après l'élection de Donald Trump aux États-Unis, et la menace d'une vague de déportations, Long met en marche un plan d'urgence consulaire pour soutenir les migrants équatoriens en situation irrégulière aux États-Unis[réf. non conforme].

### Ambassadeur à l’ONU
Le nouveau président de l’Équateur nomme Long représentant permanent de l’Équateur auprès des Nations unies à Genève. Entre autres activités, Long assume la présidence du groupe de travail sur l’élaboration d’un traité sur les entreprises multinationales et les droits de l’homme, un dossier sur lequel Long est très mobilisé.
En janvier 2018, Long démissionne de son poste. Il le fait au travers d’une lettre publique au Président Moreno, dans laquelle il dénonce la dérive autoritaire et les actions inconstitutionnelles de son nouveau gouvernement, et sa trahison des idéaux politiques de la Révolution Citoyenne qui l'ont portés au pouvoir,.

### Critiques
Long a été critiqué, notamment par certains de ses prédécesseurs, pour avoir été le premier ministre des Affaires étrangères qui ne soit pas équatorien de naissance[réf. non conforme],[réf. non conforme].
Pendant les troubles au Venezuela, au cours de 2016 et du premier semestre 2017, Long est souvent attaqué pour ne pas avoir pris position contre le gouvernement de Nicolás Maduro, contrairement à la plupart des pays d'Amérique latine hors de l’ALBA[réf. non conforme]. Le sujet du Venezuela tient une place importante dans la politique intérieure de l’Équateur, en particulier pendant la campagne électorale de 2017. Dans sa colonne hebdomadaire, l'ancien ministre des Affaires étrangères, Francisco Carrión, accuse Long d'avoir dit qu’« au Venezuela, on respire le bonheur ». Long le dément et somme Carrión de démontrer qu’il a tenu ces propos. Carrión présentera finalement des excuses publiques sur son compte Twitter[réf. non conforme]. Lors des élections de 2017, Long déclare qu’on « a cherché à confondre les gens avec l'argument que l'Équateur va devenir le Venezuela (…) Non, l'Équateur n'est pas le Venezuela ». Il parle du besoin d’une « normalisation institutionnelle » et se dit « très préoccupé ». Cette déclaration est la prise de distances la plus importante du gouvernement équatorien avec la situation vénézuélienne[réf. non conforme].
Certains représentants du secteur des affaires et d’organisations patronales, mais aussi certaines factions au sein du gouvernement de Rafael Correa, se plaignent que Guillaume Long, entre autres hauts fonctionnaires de l'administration Correa, s’oppose à l'accord de libre-échange entre l'Équateur, le Pérou et la Colombie, et l'Union européenne, que l'Équateur rejoint finalement en décembre 2016[réf. non conforme]. Long et les autres adversaires de l'accord sont surnommés les « ennemis internes »[réf. non conforme].